# Петрушенко Микола Миколайович
Мико́ла Микола́йович Петруше́нко — головний інспектор Повітряних Сил Головної інспекції Міністерства оборони України, доктор технічних наук, професор, генерал-лейтенант у відставці.

## З життєпису
З 09.07.2008 до 07.09.2012 року — начальник штабу-перший заступник командувача Повітряних сил Збройних Сил України.
З 2012 по 2015 рік — головний інспектор Повітряних Сил Головної інспекції Міністерства оборони України.
Серед наукових робіт: патент на корисну модель «Адаптивний пристрій фільтрації параметрів траєкторії маневруючої цілі», 2007, співавтори — Луковський Олег Ярославович, Квіткін Костянтин Петрович, Карлов Володимир Дмитрович, Челпанов Артем Володимирович та Гаврілкін Володимир Вільєвич.

## Критика
В 2014 році, відповідно до Закону про люстрацію, звільнений з військової служби у Збройних Силах України, але у березні 2015 року згідно до Указу Президента України, був поновлений на посаді.
25.09.2015 року був пасажиром у командира 14 РТБр, полковника Костянтина Горло, в місті Одесі, котрий пересувався на легковому автомобілі у нетверезому стані та був затриманий поліцією. Рішенням Міністра оборони України Степана Полторака та розширеного засідання Колегії Міністерства оборони України, яка відбулася 01.10.2015 року, генерал-лейтенанту Петрушенку М. М. було оголошено про невідповідність займаній посаді з подальшим звільненням з військової служби.

## Нагороди
За вагомий особистий внесок у зміцнення обороноздатності і безпеки України, зразкове виконання військового обов'язку, високий професіоналізм та з нагоди 17-ї річниці Збройних Сил України нагороджений  —
- 3 грудня 2008 року — орденом Данила Галицького[4].

За особисту мужність і героїзм, виявлені у захисті державного суверенітету та територіальної цілісності України, вірність військовій присязі під час бойових дій та при виконанні службових обов'язків, відзначений —
- 13 серпня 2015 року — почесним званням Заслужений діяч науки і техніки України.